# 吕讷城堡
吕讷城堡（Château de Luynes）是一座中世纪城堡，建于13世纪，15世纪重建，位于法国安德尔-卢瓦尔省吕讷的岩石岬角上，俯瞰卢瓦尔河谷。1926年7月17日列为法国历史遗迹。

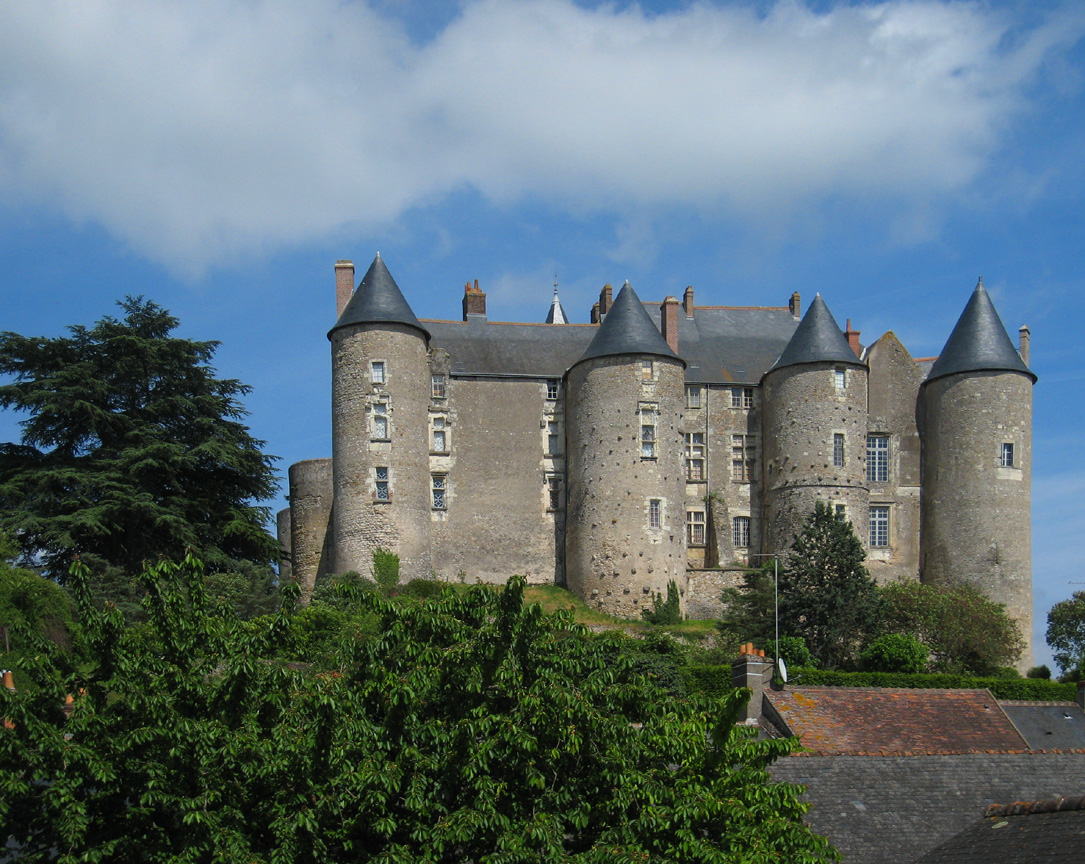
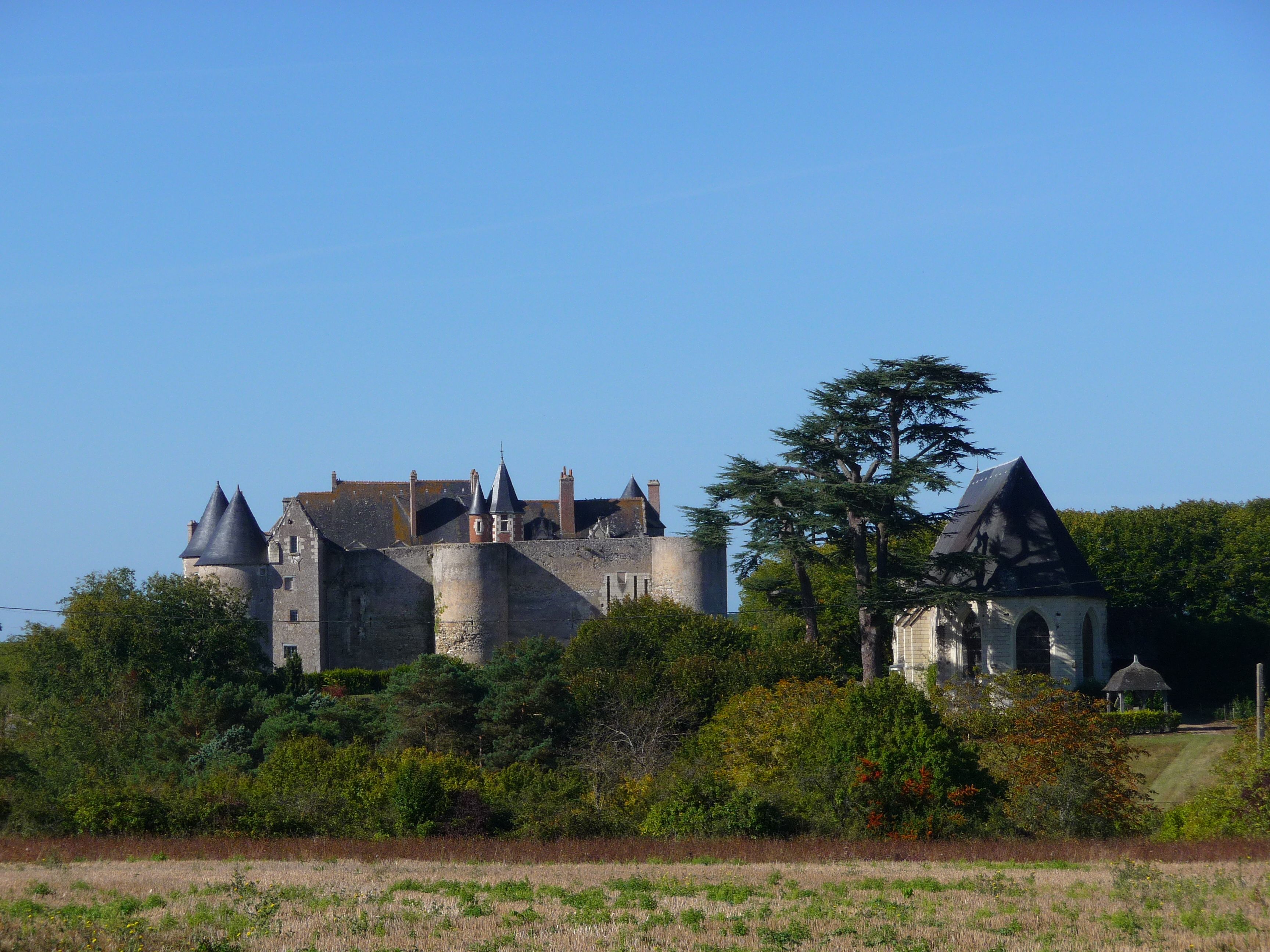
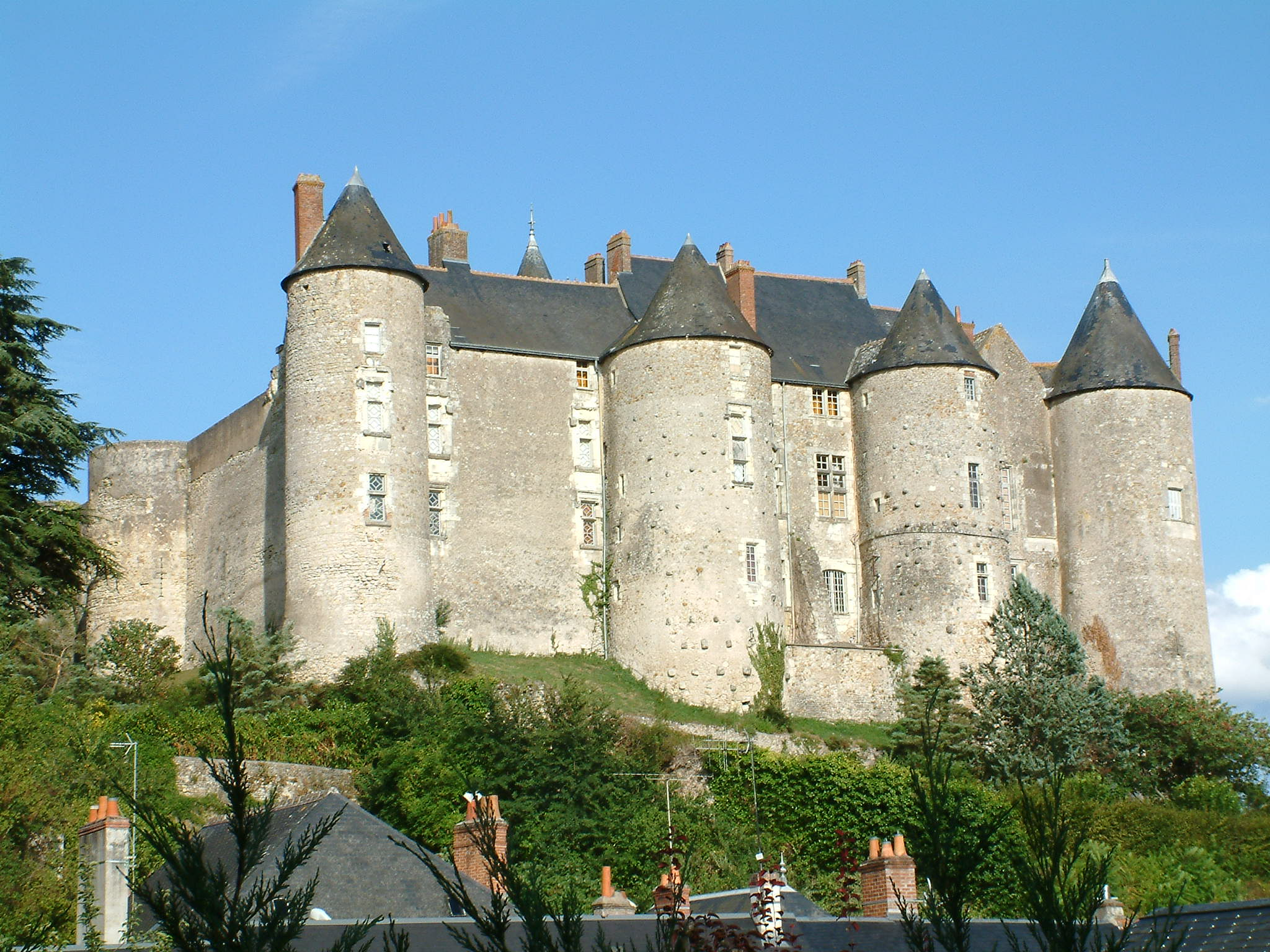
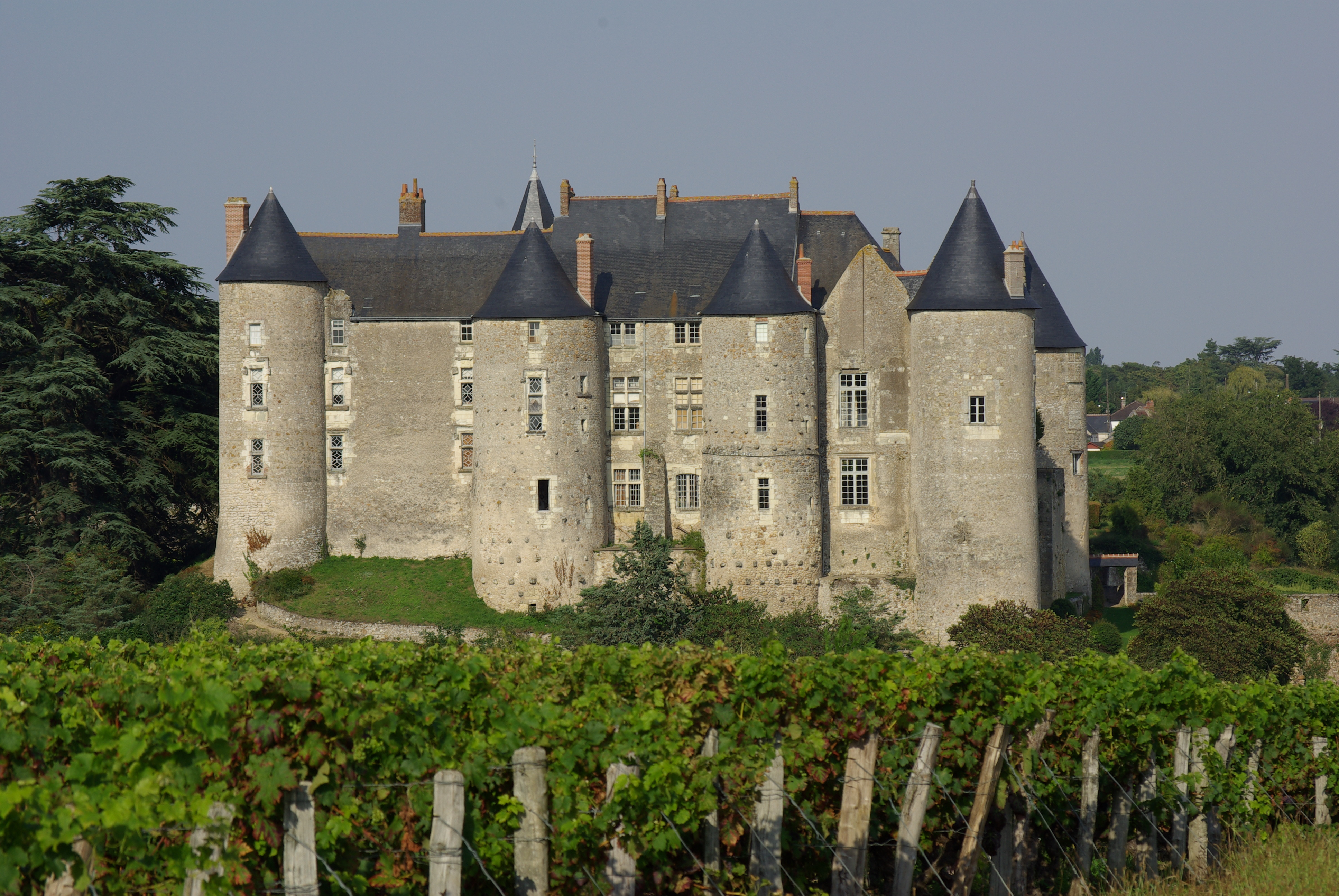
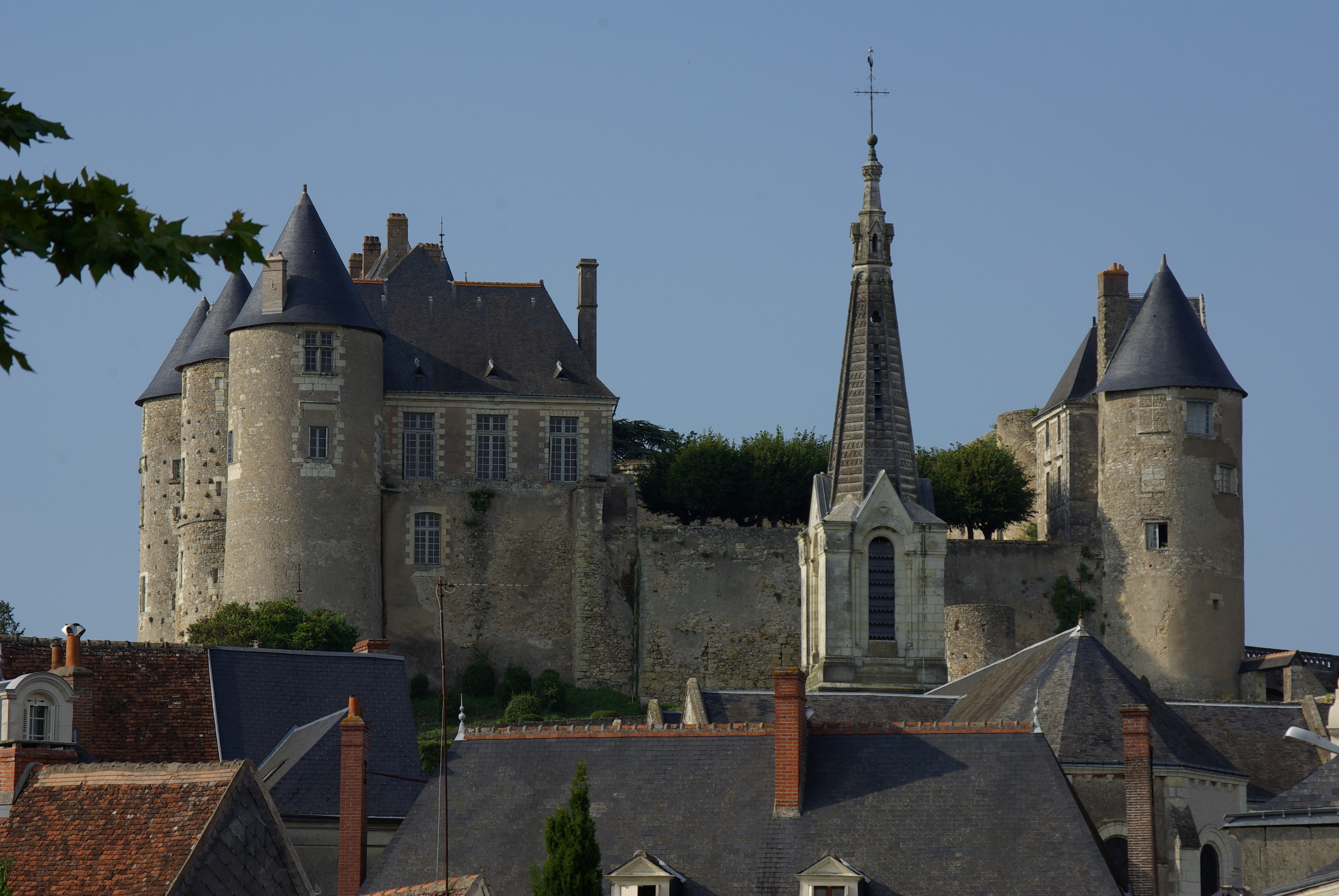
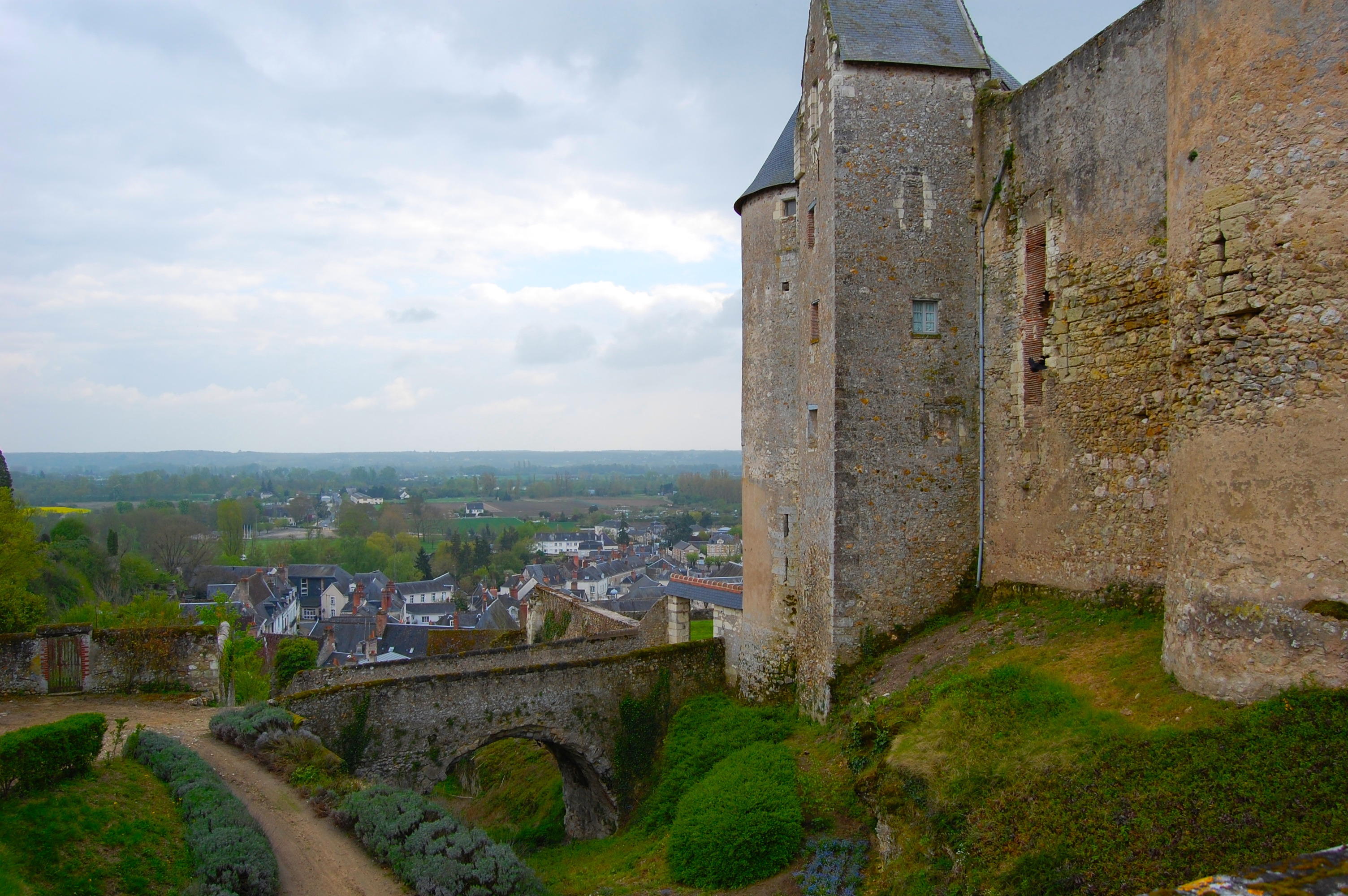
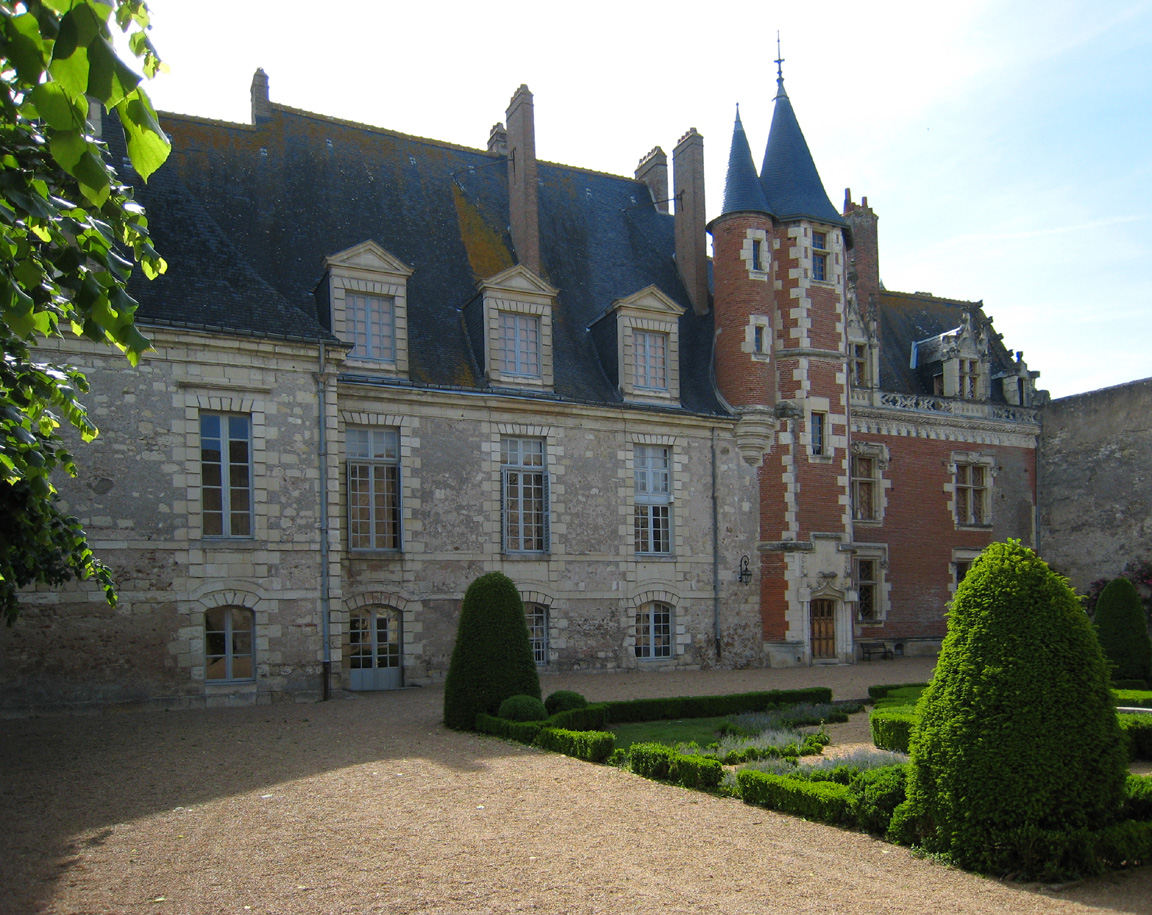
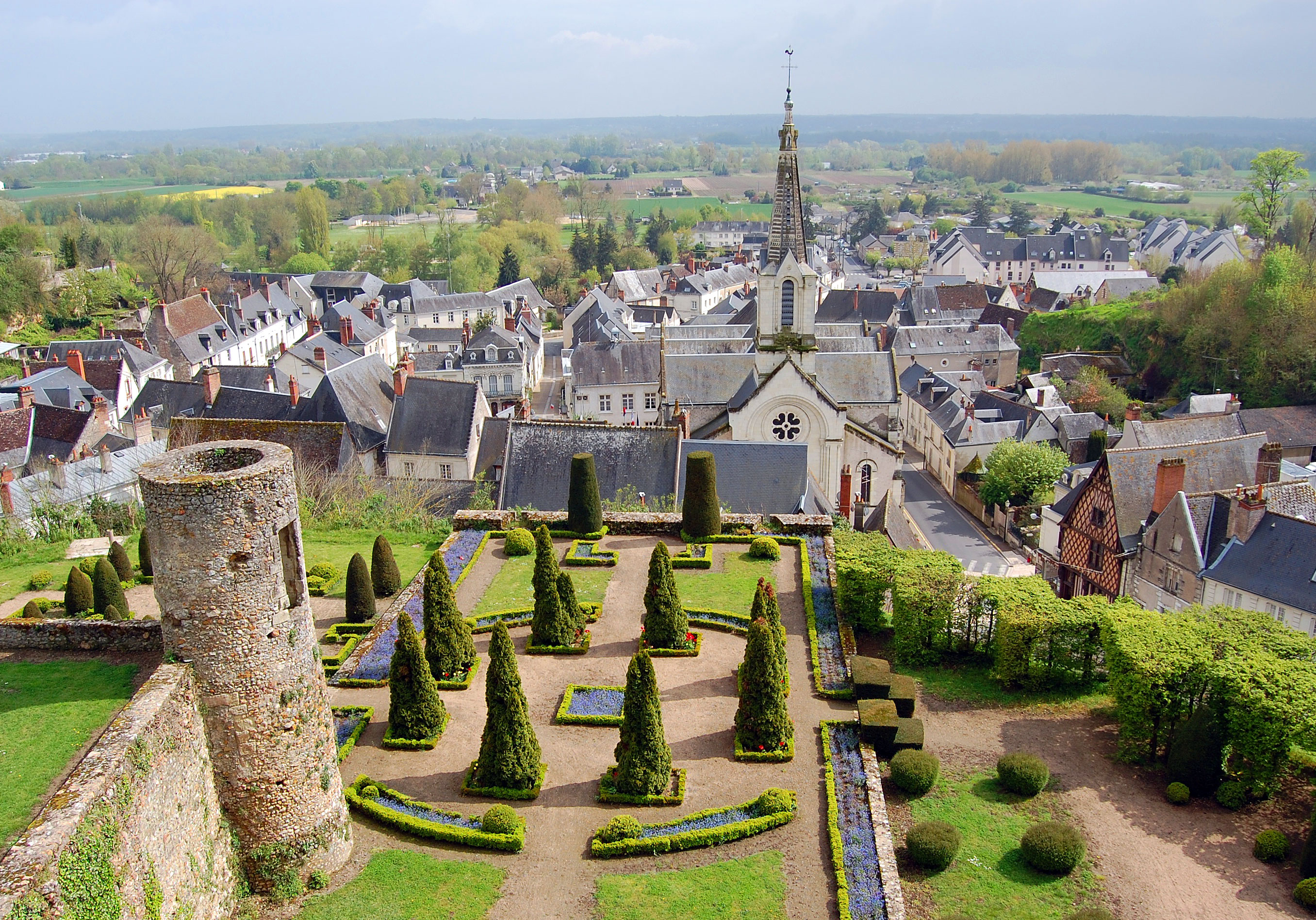